# Regimentul 4 Artilerie (1916-1918)
Regimentul 4 Artilerie a fost o unitate de artilerie de nivel tactic, care s-a constituit la 14/27 august 1916, prin mobilizarea unităților și subunităților existente la pace. Regimentul era dislocat la pace în garnizoana Roman.:p. 349 
Regimentul a făcut parte din organica Brigăzii 7 Artilerie alături de  Regimentul 8 Artilerie. La intrarea în război, Regimentul 4 Artilerie a fost comandat de colonelul Carol Tulea. Regimentul 4 Artilerie a participat la acțiunile militare pe frontul român, pe toată perioada războiului, între 14/27 august 1916 - 28 octombrie/11 noiembrie 1918.
Drapelul de luptă al regimentului a fost decorat cu cea mai înaltă distincție de război, Ordinul „Mihai Viteazul”, clasa III:
„Pentru vitejia și avântul de care au dat dovadă ofițerii și trupa regimentului în luptele de la Moghioruși, Ghimeș, (16 august 1916) Cic-Sereda, Cic-Rakaș (25 august) St. Tamaș, Benzed, Kecset, Kofallud (15-17 septembrie) Valea Trotușului, Valea Suliței, Ciobănașului, Valea Uzului, Valea Argeșului, Otopeni, (noembrie), Odobeasca, Lacul Bălan, Lacul Calicului, Străoani, Vitănești, Găgești, (decembrie 1916) Pralea, Mănăstirea Cașin, (ianuarie-aprilie 1917) Valea Slănicului, Coșna, Ungureanu, Cireșoaia și Tg. Ocna în 1917, precum si în luptele contra maghiarilor de la Maramureș, Sighet, Hadat, Also-Sopar, Varsole, Matszalka, Vamoș, Peres, Kadany, Canalul Hortobagy, Tisa-Faked, Ur-Negyes, Ur-Batoși, Nagy-Kalo și Crase-Szalo in 1919.”
Înalt Decret no. 3659 din 30 august 1920.

## Participarea la operații

### Campania anului 1917
În campania din anul 1917 Regimentul 4 Artilerie a participat la acțiunile militare în dispozitivul de luptă al Diviziei 7 Infanterie, participând la Bătălia de la Mărășești. În această campanie, regimentul a fost comandat de colonelul Vasile Hențescu.

## Comandanți
- Colonel  Carol Tulea
- Colonel  Vasile Hențescu

## Decorații
- Ordinul „Mihai Viteazul”, clasa III[4]